# Formica robusta
Formica robusta är en myrart som beskrevs av Carpenter 1930. Formica robusta ingår i släktet Formica och familjen myror. Inga underarter finns listade i Catalogue of Life.